# 卡羅來納颶風
卡羅來納颶風（英語：Carolina Hurricanes）是位於美國羅里的國家冰球聯盟隊伍，隸屬於東部联盟大都会分區。
卡羅來納颶風隊的前身是新英格蘭捕鯨人隊；成立於1972年。1979年，球隊遷往康乃狄克州哈特福，並改名為哈特福捕鯨人隊。1997年，球隊再一次遷至北卡羅來納州羅利 ，改名卡羅來納颶風隊；於2005-2006賽季首次奪得史丹利盃。

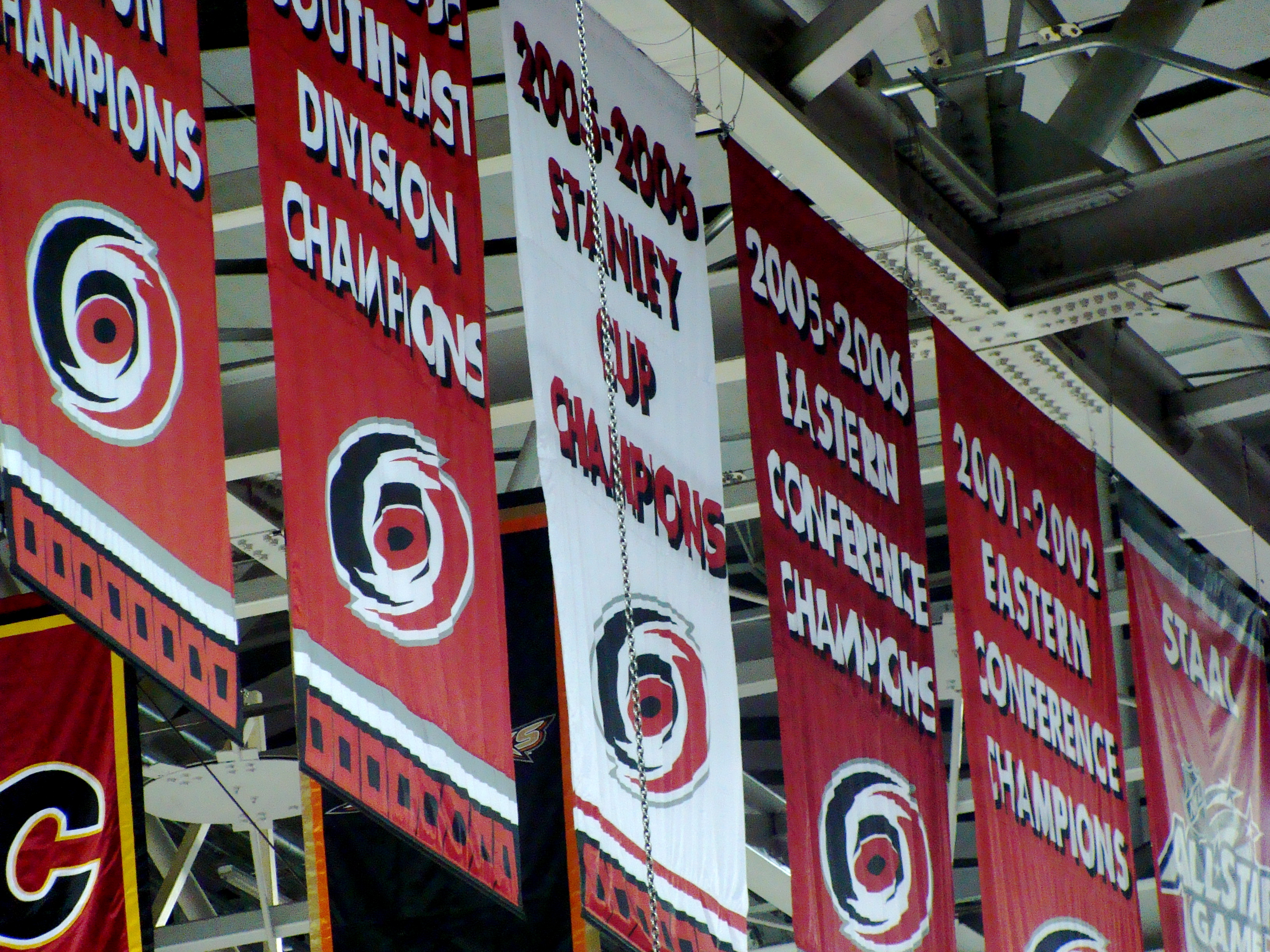
卡罗来纳的斯坦利杯旗帜挂在PNC競技場

## 外部連結
- 官方网站